# Frédéric Sylvestre
Pour les articles homonymes, voir Sylvestre.
Frédéric Sylvestre, né le 3 juin 1953 à Angoulême (Charente) et mort le 27 août 2014 à Paris,, est un guitariste et compositeur de jazz français.

## Biographie
C’est vers l’âge de cinq ans que Frédéric Sylvestre est initié au piano par sa mère. Mais d’incessants changements de domicile entravent cet apprentissage et c’est finalement, à Angoulême, un voisin de la famille, le père de celui qui deviendra le guitariste Christian Escoudé, qui l’initie à la guitare de jazz et au grand héritage de Django Reinhardt.
Dans les années 1970, Frédéric Sylvestre participe d’abord au « Dolphin Orchestra » du saxophoniste Jean-Pierre Debarbat (1974-1979). Il y côtoie les pianistes Alain Jean-Marie et Olivier Hutman et le contrebassiste Jacques Vidal qui restera ensuite l'un de ses plus fidèles compagnons. C’est également l’époque où il accompagne de nombreux solistes de premier plan, comme Ted Curson, Chris Woods ou Jean-Claude Fohrenbach et qu’il joue dans le grand orchestre de Claude Cagnasso.
En 1979, il forme un trio avec son ami le contrebassiste Jacques Vidal et le batteur Patrick Le Moal. Les années 1980 le voient se produire en public avec le grand saxophoniste baryton Pepper Adams, ainsi qu’au sein du « Swing String System » du contrebassiste Didier Levallet. Il devient aussi un acteur majeur de la musique brésilienne nouvelle en participant au groupe « Novos Tempos » de José Boto (Chico Buarque, Edu Lobo, Joao Bosco) et en accompagnant la chanteuse Tania Maria ainsi que le merveilleux duo de chanteurs travestis « Les étoiles » (Luis Antonio et Rolando Faria). Il se produit aussi avec son ami, le guitariste Christian Escoudé, avec le batteur Aldo Romano, au sein du grand orchestre conduit par le pianiste Martial Solal et, au côté du guitariste Gérard Marais dans son grand orchestre de guitares pour l’opéra jazz « La baraque rouge ».
Au début des années 1980 et jusqu’en 1984, il joue avec l’organiste Eddy Louiss, en grand orchestre ou au sein d’un trio légendaire[pourquoi ?] qui se produit fréquemment en club et marque profondément la décennie[réf. nécessaire]. Ces quatre années ont été d'une importance capitale pour Frédéric Sylvestre. Il n'existe malheureusement pas d'enregistrement commercial témoignant de cette extraordinaire collaboration avec Eddy Louiss.[non neutre]
Frédéric Sylvestre fait partie du groupe « Guitars Impulsions » réuni par Sacha Distel et lui apporte quelques compositions et arrangements. C’est à cette époque qu’il s’intéresse à la guitare synthétiseur  et suit une formation à l’informatique musicale, aux synthétiseurs et aux logiciels sequencers.
Il participe ensuite au « Trio Gitan » et à l’octette « Strings Plus » du guitariste Christian Escoudé avec le contrebassiste Alby Cullaz, le batteur Philippe Combelle, le violoncelliste Vincent Courtois, les guitaristes Paul Ferret et Jimmy Gourley et l’accordéoniste Marcel Azzola. Il joue aussi régulièrement dans le quartette de Richard Galliano avec le batteur Charles Bellonzi et le contrebassiste Jean-Jacques Avenel.
Dans les années 1990, il est membre du groupe de guitaristes « Jazz European Guitars » réuni par Heiner Franz avec Louis Stewart et Doug Raney puis il entre dans les « Guitars Unlimited ».
De 2000 à 2007, Frédéric Sylvestre donne de nombreux concerts avec l’accordéoniste Marcel Azzola et la pianiste-altiste Lina Bossatti ainsi qu’au sein du quintette et du septette « Sans Issue » de son vieux complice le contrebassiste Jacques Vidal (avec le violoniste Florin Niculescu, le trompettiste Eric Lelann, le saxophoniste Stéphane Guillaume, la chanteuse Youn Sun Nah, les pianistes Michel Graillier puis Manuel Rocheman et le batteur Simon Goubert, plus le tromboniste Glenn Ferris et le saxophoniste Eric Barret pour le septette).
En parallèle avec son engagement dans le jazz, Frédéric Sylvestre crée un quartette de guitares acoustiques qui interprète et enregistre des œuvres de Jean-Sébastien Bach à quatre voix. Participent à ce groupe, Marie-Ange Martin, avec laquelle Frédéric Sylvestre avait joué au sein du "Trio Gitan" de Christian Escoudé de mars 1993 à novembre 1994, ainsi que Jean-Luc Sitruk  et Serge Merlaud. En mai 2004 sort un CD par ce quartette, auquel se joint Marcel Azzola pour quelques titres, interprétant des valses et des valses musettes pour lesquelles Sylvestre écrit des arrangements originaux. En janvier 2005, le CD « Et après », publié en hommage à Babik Reinhardt par le batteur Simon Goubert, débute par « Le sourire de Babik » une composition de Simon Goubert interprétée en duo piano-guitare. En mars de la même année, il prend la direction du « Phénix Big-Band » pour lequel il écrit des arrangements sur quelques-unes de ses compositions.
En mars 2007, c'est la sortie d'un nouvel album intitulé Mingus Spirit par le septette de Jacques Vidal avec  trois invités : le trompettiste Eddie Henderson, le saxophoniste Pierrick Pedron et le tromboniste Daniel Zimmermann.
À partir de 1985, Frédéric Sylvestre enseigne la guitare de jazz et anime des ateliers au conservatoire « Erik Satie » de Bagnolet. Il dirige également la classe d'arrangement de l'école ATLA.
Il est inhumé au cimetière du Père-Lachaise (division 36, chapelle cinéraire commune).

## Discographie
Sources discographiques
- 2007 Mingus Spirit, Septette de Jacques Vidal Septette (Nocturne).
- 2004 Et Après, Simon Goubert (Ex-Tension Records).
- 2004 Sans Issue, Septette de Jacques Vidal (Nocturne).
- 2003 Valses Caprices, Frédéric Sylvestre (Cinq Planètes).
- 2003  Le Tournis, Armand Lassagne (Harmonia Mundi).
- 2002  Saga, Jacques Vidal - Frédéric  Sylvestre - Florin Niculescu - Marcel Azzola (RDC Records).
- 2000  Saida, Quintette de Jacques Vidal (Shaï).
- 1999  Gipsy Ballad, Florin Niculescu et invités (Interphases).
- 1999  Four Friends, Florin Niculescu - Frédéric Sylvestre - Jacques Vidal - Marcel Azzola (Jardis records).
- 1999  Ramblin’, Jacques Vidal (Shaï).
- 1998  J. S. Bach  Transcriptions, Frédéric  Sylvestre (Alphée).
- 1997  Guitars Unlimited Live au Méridien, (Black & Blue).
- 1996  Traverses, Quintette de Jacques Vidal (Quoi de Neuf Docteur).
- 1995  Trio sur Seine, Marcel Azzola - Frédéric Sylvestre -  Jean-Pierre Baraglioli (Media 7).
- 1994  News of Bop, Quintette de Jacques Vidal (Pierre Verany).
- 1993  Holidays, Christian Escoudé (Polygram Emarcy).
- 1993  The European Jazz Guitar Orchestra, (Jardis).
- 1992  Salena Jones Sings Cole Porter
- 1989  Gipsy Waltz, Octette de Christian Escoudé (Polygram Emarcy).
- 1989  Capricorne, Frédéric Sylvestre et Jacques Vidal (Simbad).
- 1986  « Trio Live, Frédéric Sylvestre et Jacques Vidal (Bloomdido).
- 1985  Dolores, Jean-Marc Jafet (JJG 003).
- 1984  Big Band de guitares, Gérard Marais (Harmonia Mundi).
- 1984  Martial Solal Big Band joue  André Hodeir, (MFA).
- 1984  Martial Solal Big Band, (Musidisc).
- 1983  Music band, Teddy Lasry (MC).
- 1983  Hommages, Frédéric Sylvestre et Jacques Vidal (Polydor).
- 1981  2 +, Frédéric Sylvestre et Jacques Vidal (Night & Day).
- 1980  Premier Grand Cru, Frédéric Sylvestre et Jacques Vidal (Muse).
- 1980  Rencontre, Dolphin Orchestra (PL RCA).
- 1979  Olympia Live, Dolphin Orchestra (PL RCA).
- 1978  Prologue, Dolphin Orchestra (PL RCA).
- 1977  Five Compact, Claude Cagnasso Big Band (Stars of Jazz).

## Sur France Musique
Passages de Frédéric Sylvestre dans l'émission "Jazz Club" produite en direct d'un club par Claude Carrière et Jean Delmas :
- 19 avril 1983 : Duo avec Jacques Vidal (contrebasse) au "Savoy".
- 19 novembre 1993 : Trio Gitan (avec Christian Escoudé et Marie-Ange Martin) à la Tour Eiffel.
- 20 octobre 2000 : Quintette de Jacques Vidal (contrebasse) au "Duc des Lombards".
- 16 février 2001 : Marcel Azzola avec le trio de Jacques Vidal (contrebasse), avec Frédéric Sylvestre (guitare) et Florin Niculescu (violon) au "Sunside".
- 14 mai 2006 : Septette de Jacques vidal (contrebasse) au "Sunside".
- 2 mars 2007 : Quartette de Frédéric Sylvestre (guitare) au "Duc des Lombards".

"Jazz à Ramatuelle" (diffusé en direct du festival de Ramatuelle par Claude Carrière) :
- 31 août 2007: "Mingus Spirit" invite Eddie Henderson (trompette)  : Jacques Vidal (contrebasse et direction), Frédéric Sylvestre (guitare), Eric Barret (saxophone), Daniel Zimmermann (trombone), Manuel Rocheman (piano), Simon Goubert (batterie).

## Publications musicales
- 1987, "Jazz Guitar True Note", Éditions MusiCom Distribution : Frédéric Sylvestre, neuf grands thèmes et improvisations. Relevé notes pour notes, avec tablature.
- 1997, "Découvrir la Guitare", Éditions Fabbri, Michel Ghuzel, Frédéric Sylvestre : Vidéo Pédagogique, no 37 Méthode de musique, guitare.
- 2012, "Autour de la Valse", Éditions Delatour France, Pièces pour 1 à 4 guitares, arrangement d'une composition de Frédéric Sylvestre : Valse for friends.